# NGC 7678
NGC 7678 (również PGC 71534, UGC 12614 lub Arp 28) – galaktyka spiralna z poprzeczką (SBc), znajdująca się w gwiazdozbiorze Pegaza. Odkrył ją William Herschel 15 września 1784 roku. Jest to galaktyka z aktywnym jądrem.
W galaktyce tej zaobserwowano supernowe SN 1997dc, SN 2002dp i SN 2009ga.